# Кансеи
Кансеи (寛政) је јапанска ера (ненко) која је настала после Тенмеи и пре Кјова ере. Временски је трајала од јануара 1789. до фебруара 1801. године и припадала је Едо периоду. Владајући монарх био је цар Кокаку. Име ере Кансеи у грубом преводу значи "толерантна влада" а именована је због великог броја несрећа попут пожара који је уништио царску палату. 

## Важнији догађаји Кансеи ере
Током ове ере десио се велики број промена и нових иницијатива Токугава шогуната које ће касније бити познате као Кансеи реформе.
Током лета 1797. Мацудаира Саданобу (1759–1829) именован је новим „роџуом“ (главним саветником) а већ следеће године постаје регент једанаестог шогуна Токугаве Ијенарија. Као особа која је била у стању да доноси велике одлуке утицао је на то да Јапан раскине што је више могуће са прошлошћу активирајући притом радикалне промене. Саданобуови напори били су усмерени на јачање владе и обарање одлука донетим под претходним шогуном Ијехаруом.
- 1790. (Кансеи 2): Саданобу и остатак шогуната донели су едикт (намењен због ректора Конфучијанске академије у Еду ) у коме се забрањује подучавање јеретичких студија (кансеи игаку но кин).[5] Шогунат је одлучио да подржи неоконфучијанистички покрет наспрам осталих школа конфучионизма, због чега и настаје овај закон. Донета одредба забранила је неке публикације али и наредила строго поштовање неоконфучијанске доктрине, посебно у погледу наставних програма званичне школе Хајаши.[6]
- 1798. (Кансеи 10): Ревизија календара.